# Paul de Graffenried
Paulo de Graffenried (10 de junho de 1900 – 1943) foi um esgrimista Suíço.  Ele competiu em 1928, 1932 e 1936 jogos Olímpicos de Verão.